# Tomasz Padura
Tomasz Padura (také Tymko Padura, zřídka Padurra; 21. prosince 1801jul./ 2. ledna 1802greg. Illinci, Kyjevská gubernie – 8. záříjul./ 20. září 1871greg. Kozjatyn, Kyjevská gubernie) byl polsko-ukrajinský básník a hudební skladatel.

## Životopis
Pocházel ze šlechtické rodiny. Otec byl soudním vykonavatelem v Braclavi. Absolvent lycea Krzemienieckého. Byl stoupenec společného boje za nezávislost Poláků a Rusínů. Zúčastnil se listopadového povstání, kde bojoval v oddílu Wacława Rzewuskiho. Po povstání byl dvakrát uvězněn carskými úřady, po propuštění se trvale usadil v Machniwce.
Byl „kozáckým zpěvákem“, který popularizoval ukrajinský folklór prostřednictvím hudební tvorby. Překládal poezii Adama Mickiewicza (například je autorem překladu do ukrajinštiny poemy Konrád Wallenrod).
Psal polsky i ukrajinsky. Jeho polská tvorba se řadí do tzv. ukrajinské školy polského romantismu.
Autor mnoha písní (cca 200 v polštině i ukrajinštině) i velmi populárních. Mnoho z Padurovy tvorby vešlo do ukrajinského folklóru a zlidovělo.
Dříve byl považován za autora populární skladby Hej, sokoly!, jejíž autorství je nyní přisuzováno spíš Macieji Kamieńskému.
Je pochován v Machniwce.

## Tvorba
- Kozak, 1830